# Josefskirche (Graz)

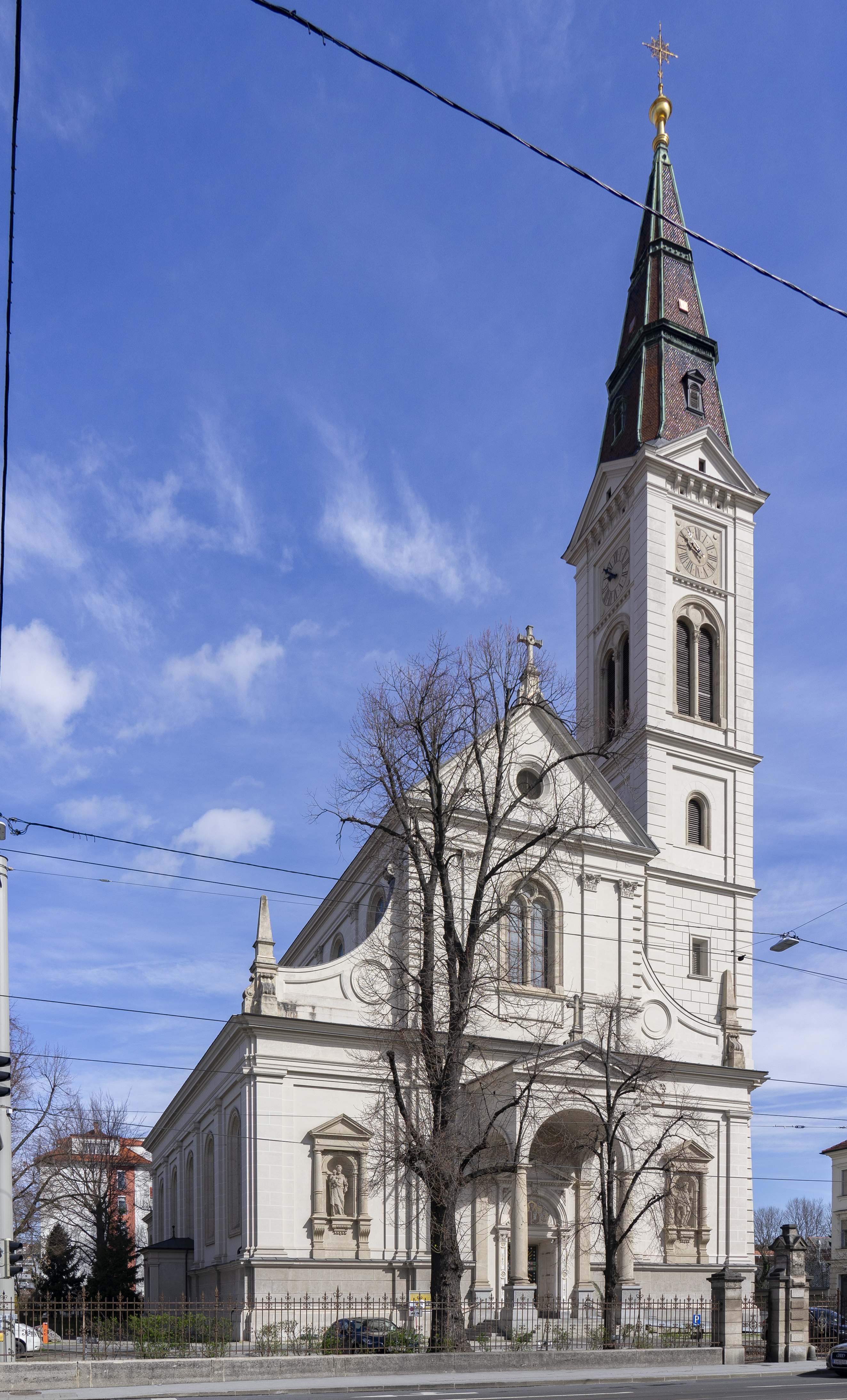
Katholische Stadtkirche hl. Josef in Graz

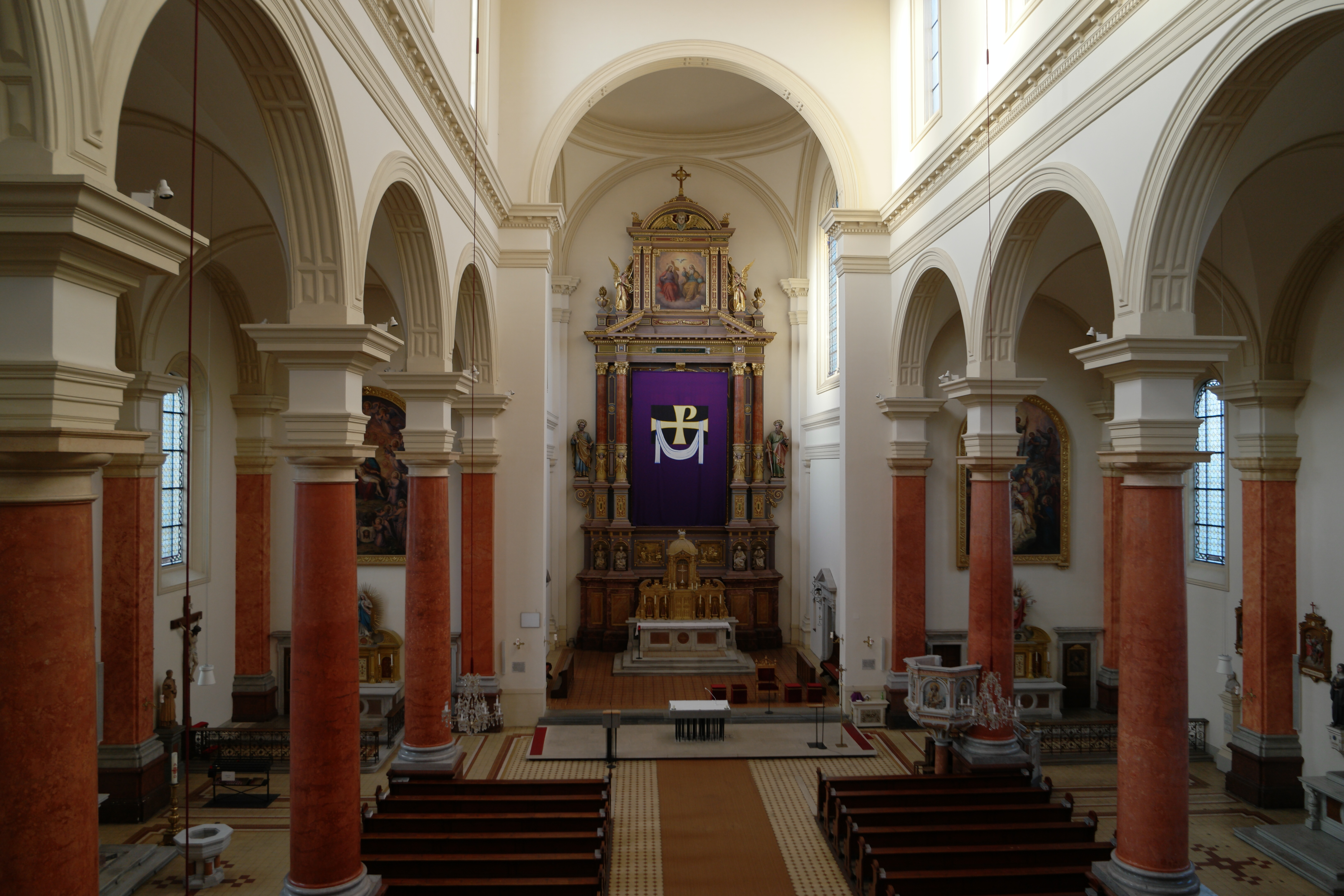
Langhaus, Blick zum Chor

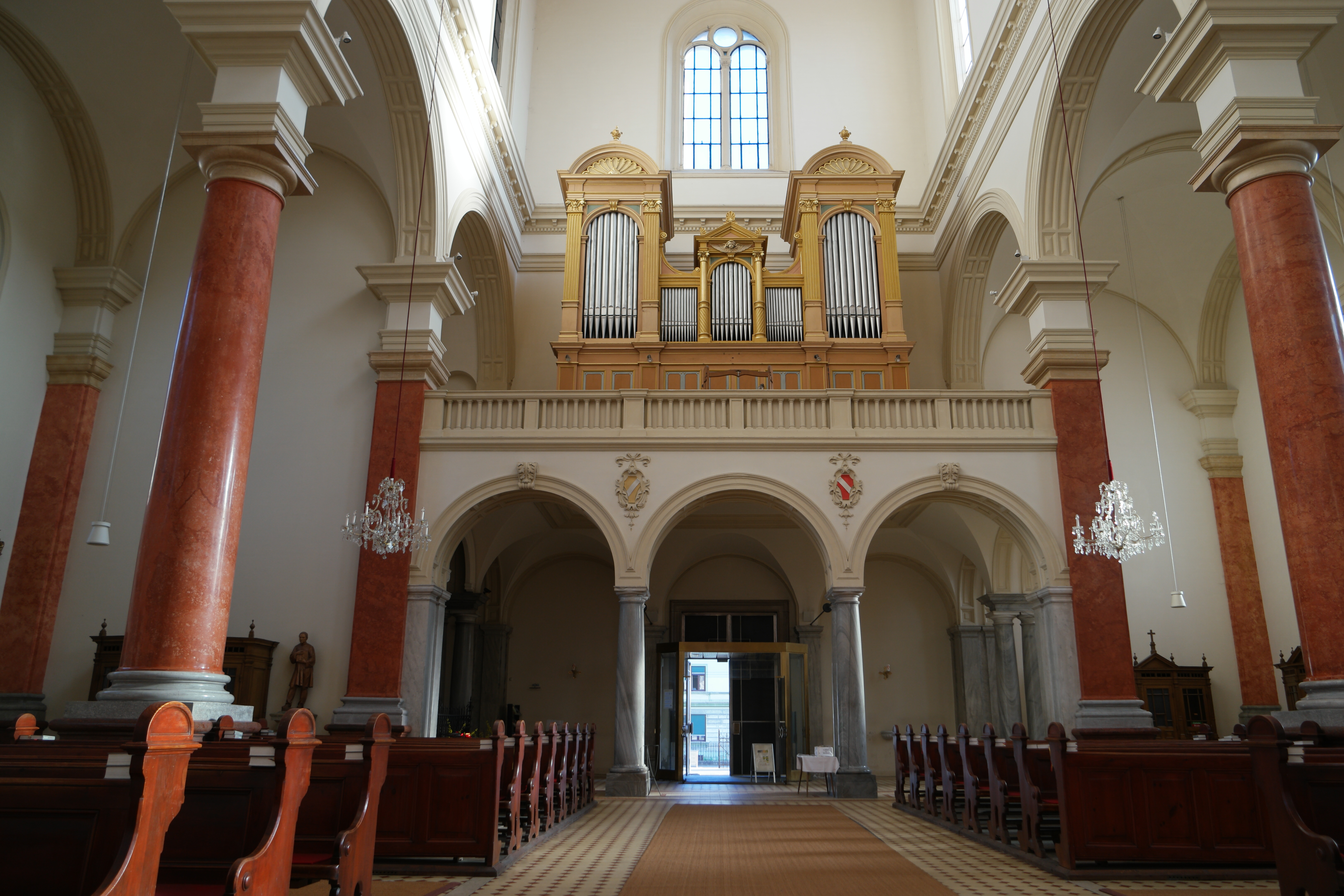
Langhaus, Blick zur Empore

Die Kirche Hl. Josef, auch (St.-)Josefskirche bzw. Pfarrkirche Graz-St. Josef oder Jubiläumskirche ist eine katholische Pfarrkirche in Graz. Sie ist Sitz der Pfarre Graz-St. Josef im Dekanat Graz-Süd des Stadtkirche Graz, und dem heiligen Josef, dem Ziehvater Christi, geweiht. Das Gebäude befindet sich an der Kreuzung von Schönaugürtel und Schönaugasse im sechsten Grazer Stadtbezirk Jakomini. Die Kirche steht unter Denkmalschutz (Listeneintrag).

## Geschichte der Kirche
Die Josefskirche war als katholische Jubiläumskirche zum Gedenken an die Gegenreformation und als Kampfansage gegen die Los-von-Rom-Bewegung konzipiert worden. Sie soll an die Wiederherstellung der Glaubenseinheit in der Steiermark erinnern. Der Bau der Josefskirche geht auf eine persönliche Initiative des Fürstbischofs Leopold Schuster zurück.
Das Areal, auf dem sich die Kirche befindet, wurde 1898 von Franz Schuler erworben. Am 12. Mai 1900 wurde um eine Baubewilligung angesucht, die am 29. Juli durch den Gemeinderat Zustimmung erlangte. Ein heiliger Stein aus den römischen Katakomben, von Papst Leo XIII. geweiht, lag zur Grundsteinlegung bereit. Doch die Baugenehmigung war umkämpft und wurde erst am 26. August 1902 erteilt. Erst ein knappes Jahr später, am 14. Mai 1903, begannen der Kirchenbau und die erforderlichen Erdaushebungen. Am 11. Oktober schließlich wurde der Grundstein gelegt.
Das Gleichfest wurde am Geburtstag Kaiser Franz Josephs I., dem 18. August 1904, begangen. Im dritten Baujahr wurde Ende Oktober das Turmkreuz angebracht und im vierten und fünften Baujahr wurden der Verputz, die Gestaltung der Innenräume und die Errichtung des Pfarrhofgebäudes vollendet. Die feierliche Einweihung der Kirche erfolgte am 9. Mai 1908. In den folgenden Jahren wurde die Kirche dem Benediktiner-Orden zur Betreuung übergeben. Die Baukosten betrugen 1.006.653 Kronen.
Als Jubiläumskirche erinnert an das 60-jährige Priesterjubiläum Papst Leos XIII., an das 50-jährige Jubiläum der Regentschaft Kaiser Franz Josephs, und an das 300-jährige Jubiläum der Wiederherstellung der katholischen Religion in der Steiermark.
Die Pfarre bildet heute einen Pfarrverband mit Graz-Münzgraben (Fatimakirche).

## Pfarrgeschichte
Gründungsdatum der Pfarre ist der 1. Juli 1908, wobei Münzgraben die Mutterpfarre war.
Aufgrund der Bemühungen von Bischof Schuster konnten die Seckauer Benediktiner für die Seelsorge der neuerrichteten Pfarre gewonnen werden. Erster Pfarrer war P. Gregor Keller und es standen ihm 3 Kapläne zur Seite. 1922 zog Abt Laurentius Zeller die Mönche aus St. Josef ab und die Pfarre wurde von Weltpriestern übernommen. Von 1922 bis 1955 wirkte Msgr. Johann Hofer als Pfarrer und von 1956 bis 1971 Alois Pollhammer. Mit Konsistorialrat Leopold Bichler wirkte ein Priester von 1971 bis 2005, also rund 34 Jahre, in St. Josef. Unter ihm war die Pfarre auch Sitz des Dekanates Graz-Linkes Murufer (1973–1989). Ab 1. September 2005 stand Provisor Johannes Sauseng der Pfarre vor. Mit der Gründung des Pfarrverbandes Münzgraben-St. Josef im Jahre 2010 unter Pater Max Svoboda rückten die zwei Pfarren wieder enger zusammen und es waren wieder Ordenspriester, diesmal die Dominikaner, für die Seelsorge in St. Josef zuständig. Nach dem Unfalltod von Pater Max im Februar 2012 übernahm Prälat Helmut Burkard übergangsmäßig die Leitung der Pfarre.
Mit 1. September 2012 wurde Alois Kowald zum Pfarrer des Pfarrverbandes Münzgraben-St. Josef bestellt. Nach dem Weggang von Johannes Sauseng, der der Pfarre als Vikar diente, und dem Kaplan und letzten Dominikaner im Pfarrverband P. Suresh Christian OP, bestellte die Diözese Harald Janser als zusätzlichen Pfarrer. Seit dem 1. September 2013 hat die Pfarre St. Josef also zwei Pfarrer.

## Gestaltung und Inventar
Das Kirchengebäude wurde im Stil der Florentiner Renaissance nach den Plänen von Hans Pascher erbaut. Die als Basilika konzipierte Kirche besteht aus drei Schiffen und einem abgesetzten, gewölbten Chor. Die Josefskirche gilt als der letzte Sakralbau des Historismus in Graz.
In der Apsis hinter dem Altarraum befindet sich der Hochaltar, in dessen Zentrum sich eine Darstellung des heiligen Josef befindet. Das Bild ist hochformatig, hat einen rundbogigen Abschluss und ist mit einem Goldrahmen eingefasst. Es stammt von Josef Kastner dem Jüngeren, der es von 1903 bis 1908 geschaffen hat. Auf dem Bild steht der heilige Josef mit dem Jesukind im Arm auf einer Wolke. Beide sind von einem Kranz aus Engeln umgeben. Im unteren Bilddrittel befinden sich 19 Kinder und Erwachsene, die stehen oder knien. Einer von ihnen ist Fürstbischof Leopold Schuster. Im Hintergrund zwischen dem Heiligen und den Betenden befindet sich eine Darstellung des Grazer Schlossberges sowie der Franziskanerkirche. Im unteren Bildteil steht das Motto der Grundsteinlegung: „Ex Voto 1908“.

## Orgel
Die Orgel wurde 1909 von Matthäus Mauracher erbaut. Mit 29 Registern ist sie eine der größten romantischen Orgeln sowie eine der größten Orgeln mit pneumatischer Traktur in der Steiermark. Das Werk erfuhr im Jahre 1983 Dispositionsaufhellungen, um ein der Orgelbewegung entsprechendes Klangbild darstellen zu können, was allerdings den romantischen Klangcharakter der Orgel stark entstellte. Dabei wurden Register ausgetauscht und Pfeifen abgeschnitten. Die heutige Disposition lautet:
| I Manual         |       |        |
| Bourdonprincipal | 16′   |        |
| Principal        | 8′    |        |
| Gedeckt          | 8′    |        |
| Gamba            | 8′    |        |
| Salicional       | 8′    |        |
| Rohrflöte        | 4′    |        |
| Octav            | 4′    |        |
| Superoctav       | 2′    | Anm. 1 |
| Cornett          | 2 ⁄3′ | Anm. 2 |
| Mixtur V         |       |        |
| Trompete         | 8′    |        |
|                  |       |        |

| II Manual       |       |        |
| Geigenprincipal | 8′    |        |
| Philomela       | 8′    |        |
| Quintatön       | 8′    |        |
| Aeoline         | 8′    |        |
| Vox coelestis   | 8′    |        |
| Flauto          | 4′    |        |
| Prästant        | 4′    |        |
| Principal       | 2′    | Anm. 3 |
| Quinte          | 1 ⁄3′ | Anm. 4 |
| Sesquialter II  | 2 ⁄3′ | Anm. 5 |
| Scharf III      | 1′    | Anm. 6 |

| Pedal         |     |        |
| Principalbass | 16′ |        |
| Violonbass    | 16′ |        |
| Subbass       | 16′ |        |
| Octavbass     | 8′  |        |
| Violoncello   | 8′  |        |
| Choralbass    | 4′  | Anm. 7 |
| Posaune       | 16′ |        |

- Koppeln:
  - Normalkoppeln: II/I, I/P, II/P
  - Superoktavkoppeln: II/I, I, II
  - Suboktavkoppeln: II/I, II
- Spielhilfen:
  - Feste Kombinationen: Piano, M.-Forte, Forte, Fortissimo, Pleno; Piano II, M.-Forte II, Forte II; Streicher (Gruppenzug); Auslöser
  - Handregisterfeststeller (außer Betrieb), Zungenabsteller
  - Registerabstoßer I, II, P
  - automatisches Pianopedal zum II. Manual (Subbass 16', Violon 16', Cello 8') (außer Betrieb)

Anmerkungen

## Turm und Glocken

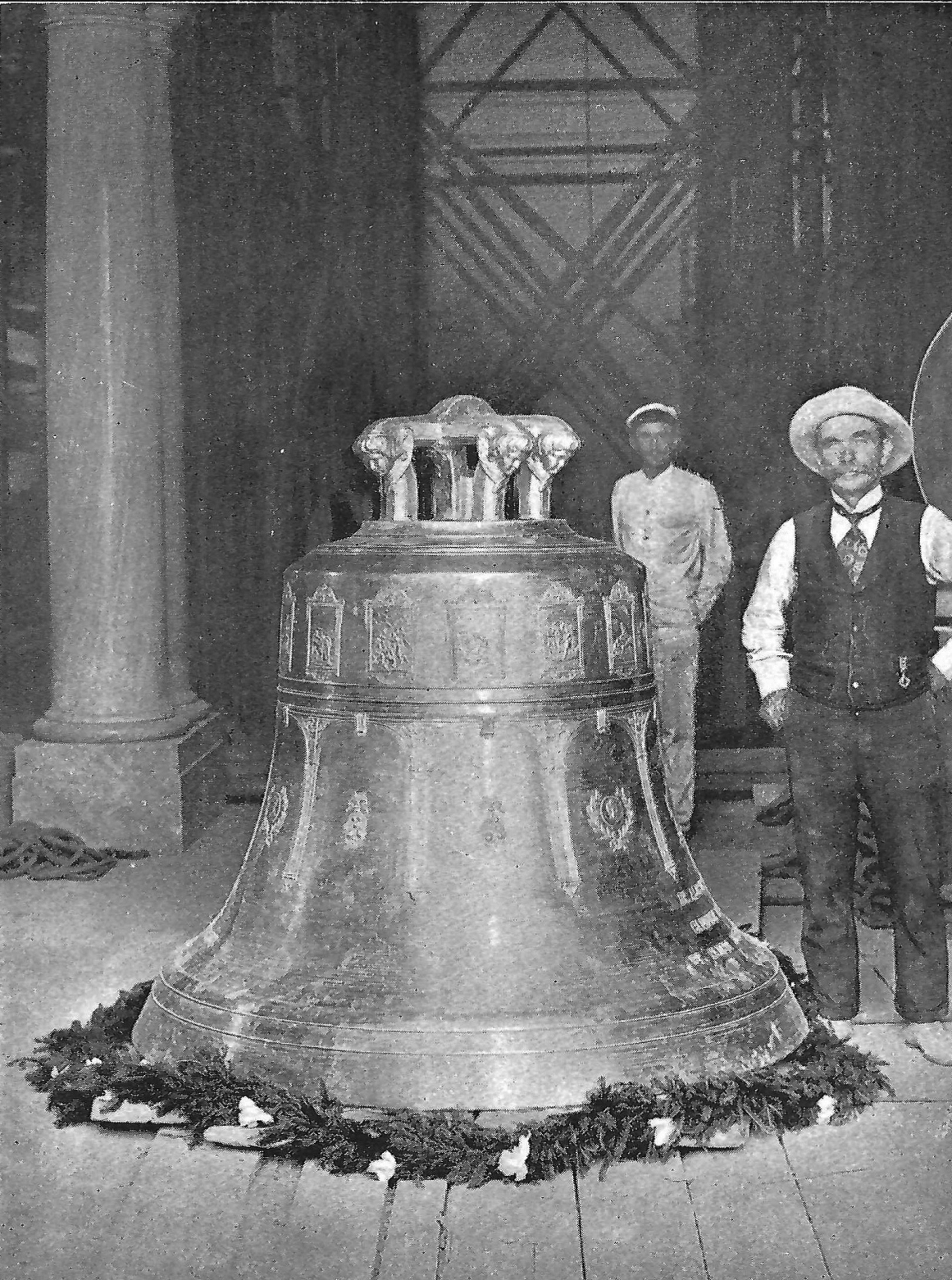
Alte Josefsglocke von Grassmayr 1907 vor der noch unfertigen Kirche

Der Turm ist mit 80,3 Metern Höhe der zweithöchste Kirchturm, und zugleich das zweithöchste Gebäude von Graz.

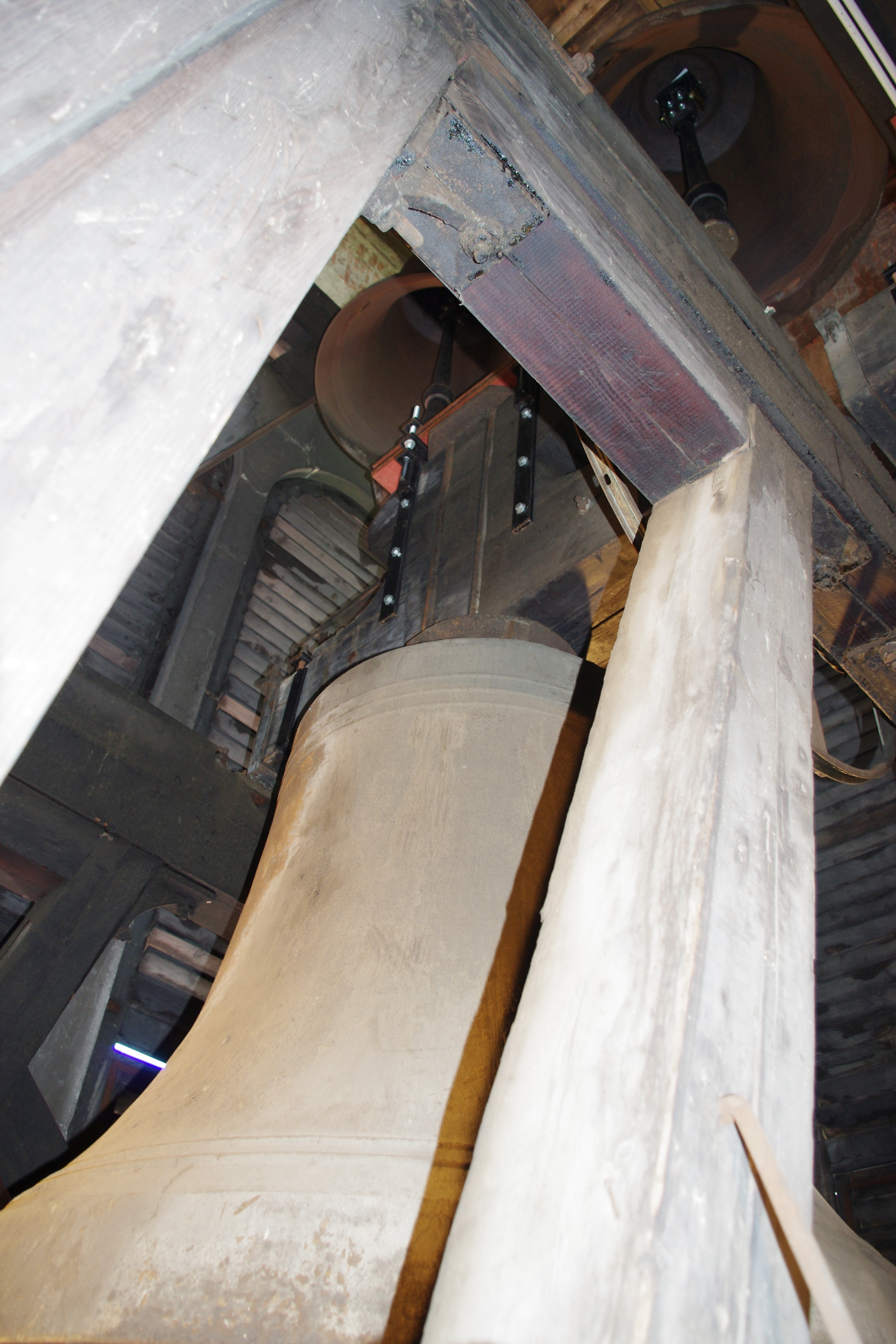
Links unten: Josefsglocke; darüber: Antoniusglocke und Leopoldsglocke.

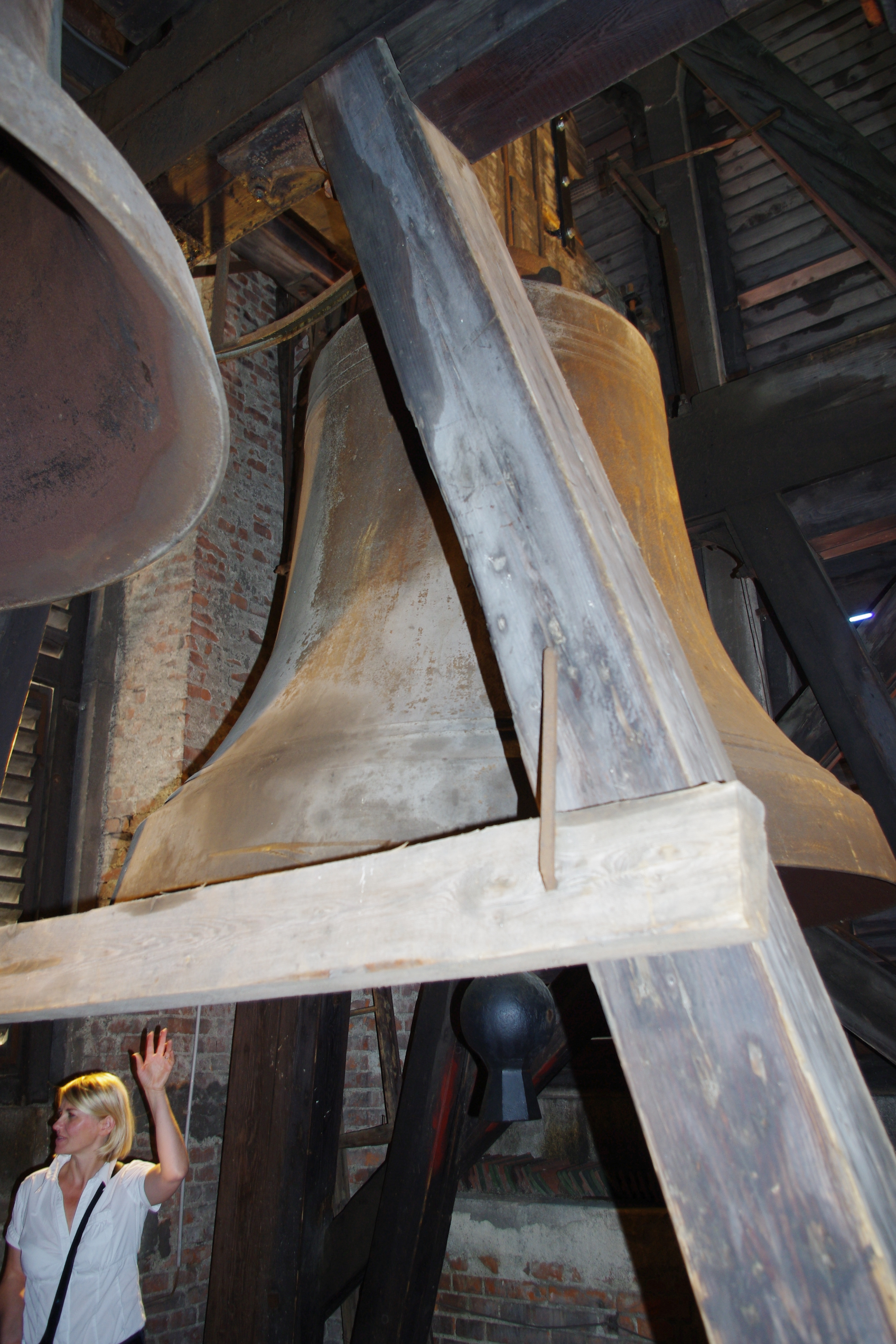
Josefsglocke von Böhler 1922

Im Turm hängen vier Stahlglocken, gegossen in B2-Rippe von der Fa. Böhler in Kapfenberg, im Jahre 1922:
| Name           | Ton  | Gewicht | Durchmesser |
| -------------- | ---- | ------- | ----------- |
| Josefsglocke   | b0±0 | 3000 kg | 189 cm      |
| Marienglocke   | d1−2 | 1550 kg | 136 cm      |
| Antoniusglocke | f1±0 | 920 kg  | 115 cm      |
| Leopoldsglocke | g1±0 | 650 kg  | 100 cm      |

Das Geläute von St. Josef ist das größte Stahlgeläute der Stadt Graz. Es erklingt im Salve-Regina-Motiv und zeichnet sich durch einen überaus mächtigen und vollen Klang aus.
Die große Josefsglocke ist die, am Durchmesser gemessen, fünftgrößte Glocke der Steiermark, das gesamte Geläute zählt mit einem Gesamtgewicht von 6120 kg zu den größten Stahlgeläuten Österreichs. Die beiden großen Glocken hängen in einem zweigefachigen, und die zwei – ursprünglich drei – kleinen Glocken hängen darüber in einem dreigefachigen Holzglockenstuhl aus dem Jahre 1906.
Das ehemalige Geläute wurde 1907 von Johann Grassmayr in Innsbruck aus spanischen Kanonen aus der Zeit um 1790 gegossen. Diese Glocken wurden im Zuge des Ersten Weltkrieges mit Ausnahme von Glocke 5 eingezogen und eingeschmolzen. Im Zweiten Weltkrieg wurde auch der letzte Überrest des Grassmayr-Geläutes zerstört.
| Name           | Ton | Gewicht | Durchmesser |
| -------------- | --- | ------- | ----------- |
| Josefsglocke   | b0  | 2780 kg | 179 cm      |
| Marienglocke   | d1  | 1411 kg | 130 cm      |
| Antoniusglocke | f1  | 825 kg  | 110 cm      |
| Leopoldsglocke | g1  | 588 kg  | 93 cm       |
| Johannesglocke | b1  | 327 kg  | 84 cm       |

## Maße
| Gesamtbreite             | 33,90 m |
| Gesamtlänge              | 52,40 m |
| Länge Hauptschiff        | 45,6 m  |
| Breite Hauptschiff       | 12,0 m  |
| Höhe Hauptschiff (innen) | 32,0 m  |
| Länge Seitenschiffe      | 34,50 m |
| Breite Seitenschiffe     | 5,80 m  |
| Turmhöhe                 | 80,30 m |